# Raphaël Livramento
Raphaël Livramento, né le 8 mars 1975 à Saint-Dié-des-Vosges, est un footballeur et entraîneur français.

## Biographie
Livramento commence sa carrière, au niveau amateur, avec l'équipe de sa ville natale, le SR Saint-Dié. Après trois saisons, il signe avec l'US Raon-l'Étape, commençant à jouer en National. Ensuite, il intègre le Dijon FCO où il doit se contenter d'un rôle de remplaçant pendant quatre saisons. Parvenant à monter au bout de la saison 2003-2004 en Ligue 2, il fait ses débuts en professionnel en 2004 et devient titulaire pendant deux ans avec les dijonnais. 
Après avoir quitté l'équipe au terme de la saison 2005-2006, il signe avec le FC Libourne-Saint-Seurin, promu en deuxième division. Là aussi, Livramento est un titulaire important mais il part en 2008 après la relégation du club en National.
Un an après, il devient entraîneur de la réserve de Dijon. Après une première saison où les jeunes dijonnais terminent dans le ventre mou du championnat, ils finissent deuxième de la saison 2010-2011 et obtiennent la montée à l'échelon supérieur. Cependant, le DFCO refuse la promotion de son équipe réserve, préférant se focaliser sur son équipe professionnelle, tout juste promu en Ligue 1. Il part de son poste après cette saison prolifique. En 2012, il devient adjoint de Didier Ollé-Nicolle au FC Rouen mais ne reste qu'une saison, quittant le club au moment du départ de l'entraîneur principal.
Après une saison comme entraîneur des jeunes chez les amateurs de l'US Mesnil-Esnard-Franqueville, il revient dans le club de ses débuts, le SR Saint-Dié, pour prendre en main l'équipe première, jouant en Division Honneur de la Ligue lorraine de football (sixième division nationale). En avril 2017, le club engage une procédure de licenciement économique vis-à-vis de Livramento et ce dernier est remplacé par Khalid Lotfi,. 

## Statistiques
| Saison                | Club                     | Championnat           | Championnat | Championnat | Coupe nationale | Coupe nationale | Coupe de la Ligue | Coupe de la Ligue | Total | Total |
| Saison                | Club                     | Division              | M.          | B.          | M.              | B.              | M.                | B.                | M.    | B.    |
| 2000-2001             | Dijon FCO                | National              | 34          | 4           | 1               | 0               | -                 | -                 | 35    | 4     |
| 2001-2002             | Dijon FCO                | National              | 34          | 7           | 0               | 0               | -                 | -                 | 34    | 7     |
| 2002-2003             | Dijon FCO                | National              | 33          | 7           | 2               | 0               | -                 | -                 | 35    | 7     |
| 2003-2004             | Dijon FCO                | National              | 35          | 0           | 7               | 1               | -                 | -                 | 42    | 1     |
| 2004-2005             | Dijon FCO                | Ligue 2               | 36          | 1           | 1               | 0               | 2                 | 0                 | 39    | 1     |
| 2005-2006             | Dijon FCO                | Ligue 2               | 31          | 0           | 4               | 1               | 1                 | 0                 | 36    | 1     |
| Sous-total            | Sous-total               | Sous-total            | 203         | 19          | 15              | 2               | 3                 | 0                 | 221   | 21    |
| 2006-2007             | FC Libourne-Saint-Seurin | Ligue 2               | 31          | 0           | 0               | 0               | 3                 | 0                 | 34    | 0     |
| 2007-2008             | FC Libourne-Saint-Seurin | Ligue 2               | 25          | 0           | 2               | 0               | 1                 | 0                 | 28    | 0     |
| Sous-total            | Sous-total               | Sous-total            | 56          | 0           | 2               | 0               | 4                 | 0                 | 62    | 0     |
| Total sur la carrière | Total sur la carrière    | Total sur la carrière | 259         | 19          | 17              | 2               | 7                 | 0                 | 283   | 21    |